# Vrutice
Vrutice (en allemand : Webrutz) est une commune du district de Litoměřice, dans la région d'Ústí nad Labem, en Tchéquie. Sa population s'élevait à 314 habitants en 2021.

## Géographie
Vrutice se trouve à 4 km au nord-ouest de Hoštka, à 12 km à l'est-sud-est de Litoměřice, à 25 km au sud-est d'Ústí nad Labem et à 49 km au nord-nord-ouest de Prague.
La commune est limitée à l'ouest et au nord par Polepy, à l'est par Hoštka et au sud par Vrbice.

## Histoire
La première mention écrite du village date de 1088.

## Administration
La commune se compose de deux quartiers :
- Svařenice
- Vrutice

## Galerie

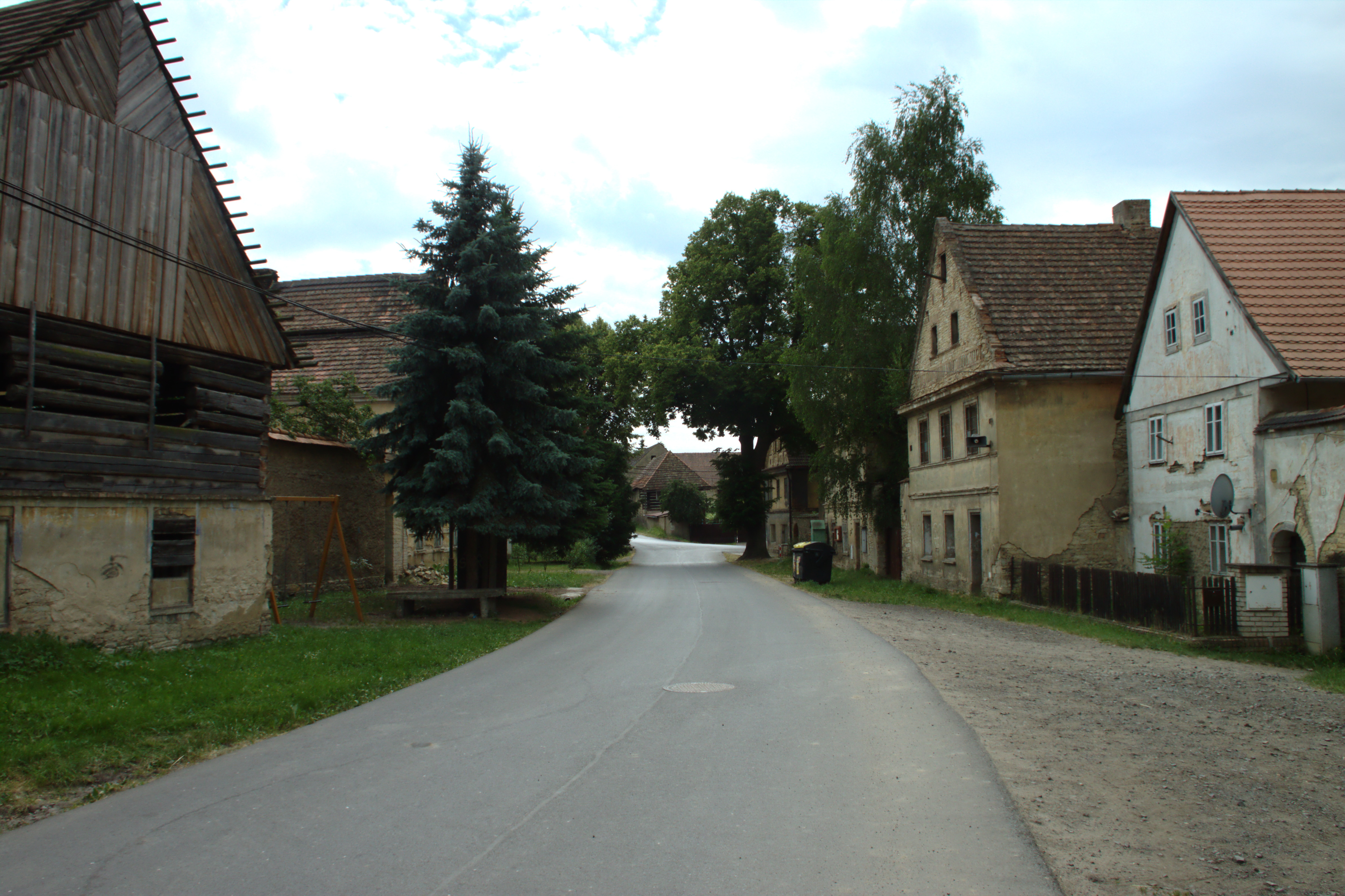
Le hameau de Svařenice.
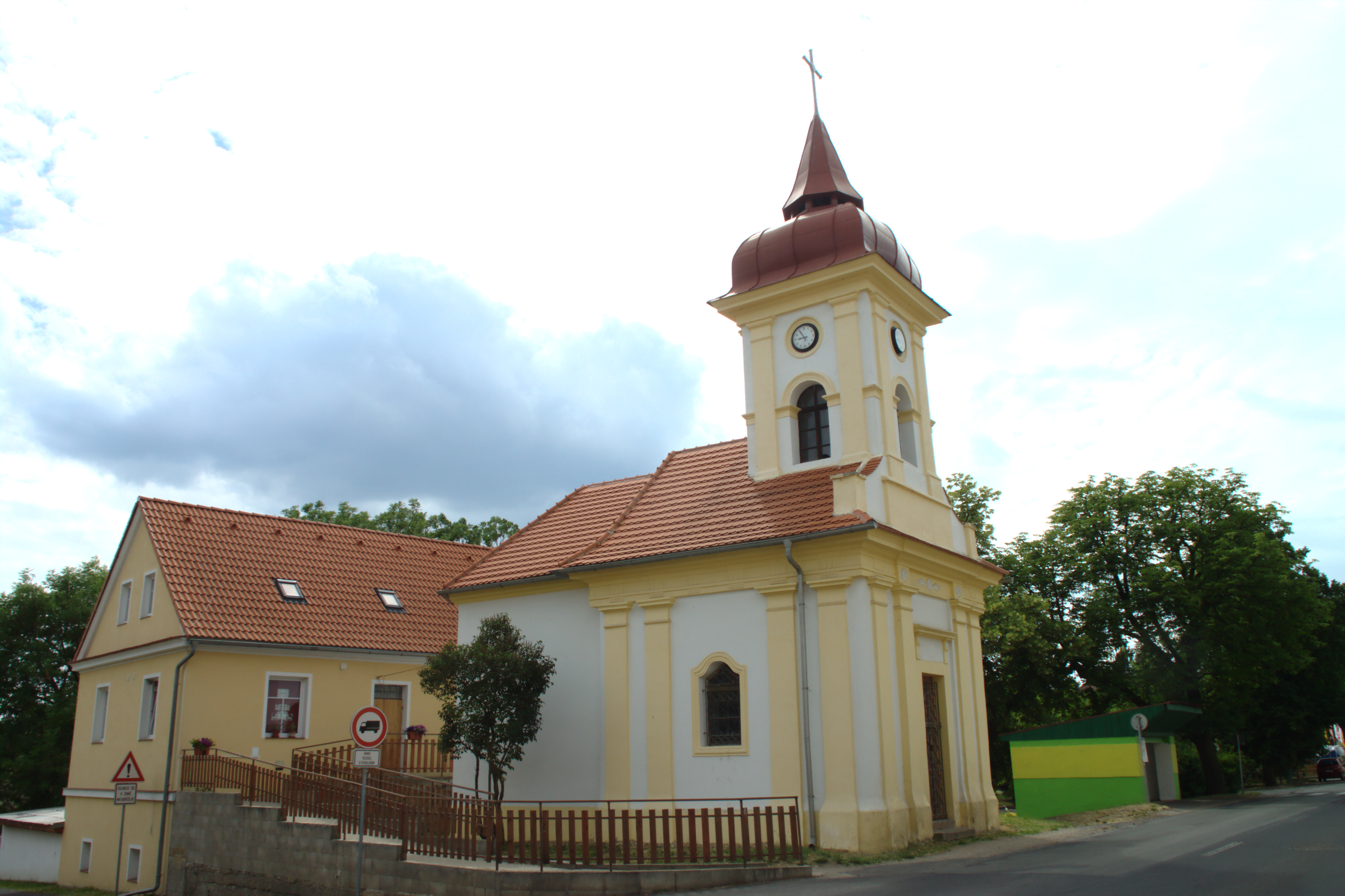
Chapelle à Vrutice.

## Transports
Par la route, Vrutice se trouve à 10 km de Štětí, à 13 km de Litoměřice, à 35 km d'Ústí nad Labem  et à 69 km de Prague.